# 요크 공녀 베아트리스
에도아르도 마펠리 모치 부인 베아트리스 공녀(Princess Beatrice, Mrs Edoardo Mapelli Mozzi, 1988년 8월 8일 ~ )는 영국의 왕족으로 엘리자베스 2세 여왕과 그 부군인 필립 공의 차남인 요크 공작 앤드루의 장녀이다. 어머니는 요크 공작부인 사라이며, 본명은 베아트리스 엘리자베스 메리(Beatrice Elizabeth Mary)이다.
엘리자베스 2세의 고명딸 프린세스 로열 앤의 탄생 이후 왕실의 첫 왕녀로, 현재 영국 왕위 계승 순위 서열 10위이다.

## 가족 관계
- 할아버지: 에든버러 공작 필립
- 할머니: 엘리자베스 2세
  - 아버지: 요크 공작 앤드루
  - 어머니: 요크 공작부인 사라
    - 남편: 에도아르도 마펠리 모치
      - 장녀: 시에나 마펠리 모치
      - 차녀: 아테나 마펠리 모치

    - 여동생: 요크 공녀 유제니
    - 제부: 잭 브룩스뱅크
      - 조카: 어거스트 브룩스뱅크
      - 조카: 어니스트 브룩스뱅크